# Dvorníky-Včeláre
Dvorníky - Včeláre (hongrois : Méhészudvarnok) est un village de Slovaquie situé dans la région de Košice.

## Histoire
Première mention écrite du village en 1437.
Le hameau de Dvorníky était une commune autonome en 1938. Il comptait 414 habitants en 1938 Elle faisait partie du district de Turňa nad Bodvou (hongrois : Tornai járás). Le nom de la localité avant la Seconde Guerre mondiale était Dvorníky/Udvarnok. Durant la période 1938 -1945, le nom hongrois Szádudvarnok était d'usage.
Le hameau de Včeláre était une commune autonome en 1938. Il comptait 137 habitants en 1938 Elle faisait partie du district de Turňa nad Bodvou (hongrois : Tornai járás). Le nom de la localité avant la Seconde Guerre mondiale était Mihyska/Méhész. Durant la période 1938 -1945, le nom hongrois Méhész était d'usage.

## Démographie

### Évolution de la population
| Année:               | 1994. | 2004.   | 2014.   | 2024.    |
| -------------------- | ----- | ------- | ------- | -------- |
| Nombre de personnes: | 427   | 438     | 474     | 543      |
| Différence:          |       | +2,57 % | +8,21 % | +14,55 % |

| Année:               | 2023. | 2024.   |
| -------------------- | ----- | ------- |
| Nombre de personnes: | 535   | 543     |
| Différence:          |       | +1,49 % |